# U.S. Route 1 (Massachusetts)
La U.S. Route 1 o Ruta Federal 1 (abreviada US 1) es una autopista federal ubicada en el estado de Massachusetts. La autopista inicia en el Sur desde la US 1     en Pawtucket hacia el Norte en la US 1     en Seabrook. La autopista tiene una longitud de 137,8 km (85.61 mi).

## Mantenimiento
Al igual que las carreteras estatales, las carreteras interestatales, y el resto de rutas federales, la U.S. Route 1 es administrada y mantenida por el Departamento de Transporte de Massachusetts por sus siglas en inglés massDOT.

## Cruces
La U.S.  Ruta 1 es atravesada principalmente por la  I 295  en North Attleboro
 I 495  en Plainville
 I 95  MA 128  en Dedham
 I 90  en Boston
 MA 16  en Chelsea
 MA 60  en Revere
 MA 99  en Saugus
 I 95  MA 128  en Peabody.
| Condado                                                           | Ubicación          | Milla | Intersecciones               | Notas                                                                                    |
| ----------------------------------------------------------------- | ------------------ | ----- | ---------------------------- | ---------------------------------------------------------------------------------------- |
| Bristol                                                           | Attleboro          | 0.0   |                              | La US 1 entra en Massachusetts                                                           |
| Bristol                                                           | Attleboro          | 0.3   | I-95                         | Salida 1: Salida en sentido Sur/Entrada en sentido Norte                                 |
| Bristol                                                           | Attleboro          | 1.8   | Ruta 123                     |                                                                                          |
| Bristol                                                           | Attleboro          | 2.0   | Ruta 1A Sur                  | Inicia concurrencia                                                                      |
| Bristol                                                           | North Attleborough | 4.0   | I-295                        | Salida 1                                                                                 |
| Bristol                                                           | North Attleborough | 5.2   | Ruta 120                     | Extremo este del Ruta 120.                                                               |
| Bristol                                                           | North Attleborough | 7.4   | Ruta 1A Norte                | Termina concurrencia                                                                     |
| Norfolk                                                           | Plainville         | 8.4   | Ruta 106                     |                                                                                          |
| Norfolk                                                           | Plainville         | 10.0  | Ruta 152                     | Extremo norte de la Ruta 152.                                                            |
| Norfolk                                                           | Plainville         | 10.6  | I-495                        | Salida 14                                                                                |
| Norfolk                                                           | Foxborough         | 13.6  | Hacia Ruta 140               | Sin conexión directa entre la Ruta 140 & US-1.                                           |
| Norfolk                                                           | Sharon             | 18.3  | I-95                         | Salida 9 – En sentido Norte en rampa, fuera de rampa en sentido sur                      |
| Norfolk                                                           | Sharon             | 18.4  | I-95                         | Salida 9 – Sentido sur en rampa, sentido norte fuera de rampa                            |
| Norfolk                                                           | Walpole            | 19.1  | Ruta 27                      |                                                                                          |
| Norfolk                                                           | Dedham             | 25.9  | I-95/Ruta 128                | Ruta 1 se une con la I-95/ Ruta 128 en las Salidas 15A-B                                 |
| Véase I-95 para cruces justo en la US-1 entre las Salidas 15 y 12 |                    |       |                              |                                                                                          |
| Norfolk                                                           | Canton             | 28.0  | I-93/I-95/ Ruta 128          | US-1 se une con la I-93. I-95 gira al sur; Ruta 128 termina en un cruce                  |
| Véase I-93 para cruces justo en la US-1 entre las salidas 1 y 26  |                    |       |                              |                                                                                          |
| Suffolk                                                           | Boston             | 46.5  | I-93                         | US-1 deja la I-93 en la Salida 26                                                        |
| Puente Tobin cruza el Río Mystic                                  |                    |       |                              |                                                                                          |
| Suffolk                                                           | Chelsea            | 48.4  | Beacon Street Everett Avenue | Salida en sentido Norte hacia Beacon St. Sentido sur en rampa desde Everett Ave.         |
| Suffolk                                                           | Chelsea            | 49.0  | Fourth Street                | Salida en Sentido Norte                                                                  |
| Suffolk                                                           | Chelsea            | 49.3  | Fifth Street                 | Sentido sur en rampa solamente                                                           |
| Suffolk                                                           | Chelsea            | 49.7  | Sixth Street                 | En sentido Norte en rampa solamente                                                      |
| Suffolk                                                           | Chelsea            | 49.9  | Carter Street                | Sentido sur fuera de rampa/en rampa                                                      |
| Suffolk                                                           | Chelsea            | 50.1  | Ruta 16 Oeste                | Ruta 16 en sentido oeste en rampa hacia US-1 en sentido sur                              |
| Suffolk                                                           | Chelsea            | 50.3  | Webster Street               | Salida en sentido Norte solamente                                                        |
| Suffolk                                                           | Chelsea            | 50.5  | Ruta 16                      | Salida en sentido Norte/entrada                                                          |
| Suffolk                                                           | Revere             | 50.8  | Ruta 16                      | Salida en sentido Sur/entrada                                                            |
| Suffolk                                                           | Revere             | 51.8  | Sargent Street               | Salida en sentido Norte/Entrada en sentido Sur                                           |
| Suffolk                                                           | Revere             | 52.4  | Ruta 60                      | Salida en sentido Norte hacia Copeland Circle                                            |
| Suffolk                                                           | Revere             | 52.8  | Ruta 60                      | Salida en sentido Sur hacia Copeland Circle                                              |
| Suffolk                                                           | Revere             | 53.1  | Salem Street                 | No entrada en sentido Norte                                                              |
| Essex                                                             | Saugus             | 54.5  | Ruta 99                      | Extremo norte de la Ruta 99.                                                             |
| Essex                                                             | Saugus             | 54.8  | Essex Street                 |                                                                                          |
| Essex                                                             | Saugus             | 55.3  | Main Street                  |                                                                                          |
| Essex                                                             | Saugus             | 56.5  | Lynn Fells Parkway           | Extremo este del parkway.                                                                |
| Essex                                                             | Saugus             | 57.1  | Ruta 129 Oeste               | Inicia concurrencia con la Ruta 129.                                                     |
| Essex                                                             | Lynnfield          | 58.8  | Ruta 129 Este                | Termina concurrencia de Ruta 129 en el Túnel Lynnfield.                                  |
| Essex                                                             | Peabody            | 59.5  | Hacia I-95/ Ruta 128         | Salida en sentido Norte solamente                                                        |
| Essex                                                             | Peabody            | 60.1  | Hacia I-95/ Ruta 128         | Salida en sentido Sur/En sentido Norte en rampa                                          |
| Essex                                                             | Peabody            | 61.0  | I-95                         | Salida 46: Salida en sentido Sur/Sentido norte en rampa                                  |
| Essex                                                             | Peabody            | 61.6  | Lowell Street                |                                                                                          |
| Essex                                                             | Danvers            | 62.5  | Ruta 114                     | Sentido Este hacia I-95                                                                  |
| Essex                                                             | Danvers            | 63.2  | Centre Street                | Sentido Este hacia I-95                                                                  |
| Essex                                                             | Danvers            | 64.2  | Ruta 62                      | Sentido Este hacia I-95                                                                  |
| Essex                                                             | Danvers            | 65.0  | I-95                         | Último cruce direccional de la I-95 y US-1 en Massachusetts. Autopista dividida termina. |
| Essex                                                             | Topsfield          | 68.1  | Ruta 97                      |                                                                                          |
| Essex                                                             | Topsfield          | 69.3  | Ipswich Road                 |                                                                                          |
| Essex                                                             | Ipswich            | 71.8  | Linebrook Road               |                                                                                          |
| Essex                                                             | Rowley             | 73.1  | Ruta 133                     |                                                                                          |
| Essex                                                             | Newburyport        | 80.0  | Traffic circle               | Autopista dividida inicia.                                                               |
| Essex                                                             | Newburyport        | 80.9  | Summer Street Winter Street  | Salida en sentido Norte hacia Summer Street Entrada en sentido Sur desde Winter Street   |
| Essex                                                             | Newburyport        | 81.1  | Ruta 1A                      | Ruta 1A se une concurrentemente Salida en sentido Sur: hacia Ruta 113 Oeste              |
| Essex                                                             | Salisbury          | 81.6  | Friedenfels Street           | Carretera dividida termina.                                                              |
| Essex                                                             | Salisbury          | 83.0  | Ruta 110                     | Extremo este de la Ruta 110                                                              |
| Essex                                                             | Salisbury          | 83.1  | Ruta 1A                      | Ruta 1A sale de la US-1 Hacia Salisbury Beach                                            |
| Essex                                                             | Salisbury          | 84.6  | Peaje                        | Hacia I-95 Salida 60.                                                                    |
| Essex                                                             | Salisbury          | 85.3  | Ruta 286                     | Sentido Este hacia Hampton Beach, NH                                                     |
| Essex                                                             | Salisbury          | 85.61 |                              | US 1 entra a Nuevo Hampshire                                                             |